# Kristoffer Nilsen Svartbækken Grindalen

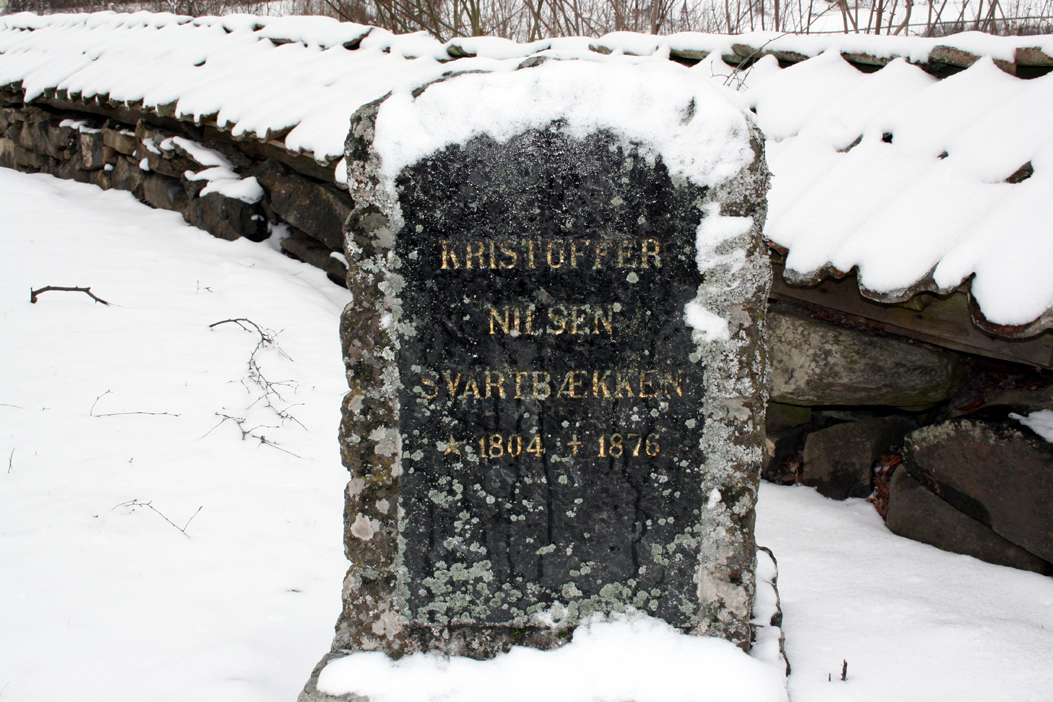
Tumba de Svartbækken en el cementerio de la iglesia de Løten.

Kristoffer Nilsen Svartbækken Grindalen (1804 – 25 de enero de 1876) fue un delincuente noruego, acusado de asesinato y robo. Nacido en una pequeña granja de Elverum, pasó 41 años de su vida en prisión. Finalmente, fue acusado de asesinato y atraco cerca de Ekrumstormyra, en Løten, en el año de 1875, y fue decapitado allí mismo en presencia de unos 2,500 testigos, en lo que ha pasado a la Historia como la última ejecución pública realizada en Noruega.
Un cuadro de 1908 de Henrik Sørensen, Svartbækken, se inspira en este episodio. En su tiempo resultó muy controvertido, pero hoy en día es una de sus obras más celebradas.